# Philonotis macrocarpa
Philonotis macrocarpa är en bladmossart som beskrevs av Mitten 1859. Philonotis macrocarpa ingår i släktet källmossor, och familjen Bartramiaceae. Inga underarter finns listade i Catalogue of Life.